# Flagi powiatów w województwie pomorskim
Flagi powiatów w województwie pomorskim – lista symboli powiatowych w postaci flagi, obowiązujących w województwie pomorskim.

Flaga województwa pomorskiego

Zgodnie z definicją, flaga to płat tkaniny określonego kształtu, barwy i znaczenia, przymocowywany do drzewca lub masztu. Może on również zawierać herb lub godło danej jednostki administracyjnej. W Polsce jednostki terytorialne (rady gmin, miast i powiatów) mogą ustanawiać flagi zgodnie z „Ustawą z dnia 21 grudnia 1978 o odznakach i mundurach”. W pierwotnej wersji pozwalała ona jednostkom terytorialnym jedynie na ustanawianie herbów. Dopiero „Ustawa z dnia 29 grudnia 1998 o zmianie niektórych ustaw w związku z wdrożeniem reformy ustrojowej państwa” oficjalnie potwierdziła prawo województw, powiatów i gmin do ustanawiania tego symbolu jednostki terytorialnej. Z tej zmiany skorzystały powiaty, przywrócone w 1999.
Od 2013 w województwie pomorskim swoją flagę ma wszystkie 16 powiatów oraz 4 miasta na prawach powiatu. Symbol ten, w 2002, ustanowiło samo województwo.

## Lista obowiązujących flag powiatowych

### Miasta na prawach powiatu
| Powiat        | Wzór | Opis |
| ------------- | ---- | --- |
| Miasto Gdańsk |      | Flaga miasta została ustanowiona uchwałą nr XXXVIII/432/96 z 1 sierpnia 1996, choć istniała od 1457. Jest to prostokąt o proporcjach 5:8, czerwonej barwy z umieszczoną na nim złotą koroną i pod nią dwoma równoramiennymi, srebrnymi krzyżami rozmieszczonymi w słup (tak jak we wzorze herbu). Wspólna oś krzyży i korony znajduje się w odległości 1/3 długości flagi od strony drzewca. |
| Miasto Gdynia |      | Flaga miasta to prostokątny płat tkaniny o proporcjach boków 3:5, obustronnie jednakowy, o dwóch poziomo ułożonych polach, barwy białej u góry i turkusowej u dołu, symbolizującej niebo i morze. Na polu białym znajduje się herb Gdyni. |
| Miasto Słupsk |      | Flaga miasta została ustanowiona uchwałą nr L/627/05 z 30 listopada 2005. Jest to prostokątny płat tkaniny o proporcjach 5:8 koloru białego, z czerwonymi pasami brzegowymi o szerokości 0,22 wartości dłuższego boku. W jej centralnej części umieszczono herb miasta. |
| Miasto Sopot  |      | Flaga miasta została pierwotnie przyjęta w 1904, po zmianach w 1994. Jest to prostokątny płat tkaniny o proporcjach 5:8, obustronnie jednakowy, o dwóch poziomo ułożonych polach, błękitnym u góry i złotym u dołu. Proporcje szerokości pola błękitnego do złotego wynoszą 1:1. Pośrodku pola flagowego są umieszczone pochodzące z herbu miasta – biała mewa i biała ryba.                 |

### Powiaty
| Powiat              | Wzór | Opis |
| ------------------- | ---- | --- |
| Powiat bytowski     |      | Flaga powiatu została ustanowiona uchwałą nr XV/69/2000 z 30 marca 2000. Jest to prostokątny płat tkaniny o proporcjach 5:8, podzielony na dwie równe pionowe części: żółtą i błękitną. Umieszczono na nich symbole z herbu powiatu.                                                                                     |
| Powiat chojnicki    |      | Flaga powiatu została ustanowiona uchwałą nr XVI/124/2000 z 19 czerwca 2000. Jest to prostokątny płat tkaniny o proporcjach 5:8, podzielony na trzy poziome pasy: złoty, czarny i błękitny w stosunku 3:1:3. |
| Powiat człuchowski  |      | Flaga powiatu została ustanowiona uchwałą nr XII/66/2000 z 24 lutego 2000. Jest to prostokątny płat tkaniny o proporcjach 5:8, podzielony na trzy pionowe pasy: dwa żółte i czerwony w stosunku 1:3:1. W jego centralnej części umieszczono godło z herbu powiatu.                                                       |
| Powiat gdański      |      | Flaga powiatu została ustanowiona uchwałą nr XXIV/119/2001 z 21 czerwca 2001. Jest to prostokątny płat tkaniny o proporcjach 5:8, podzielony na dwa równe pionowe pasy: biały i czerwony. W jego centralnej części umieszczono herb powiatu.                                                                             |
| Powiat kartuski     |      | Flaga powiatu została ustanowiona uchwałą nr XXXIII/284/2013 z 12 grudnia 2013. Jest to prostokątny płat tkaniny o proporcjach 5:8 koloru niebieskiego, w którego centralnej części umieszczono godło z herbu powiatu.                                                                                                   |
| Powiat kościerski   |      | Flaga powiatu została ustanowiona uchwałą nr XIII/3/2000 z 1 marca 2000. Jest to prostokątny płat tkaniny o proporcjach 5:8, podzielony na dwa równe pionowe pasy: zielony i żółty. W jego centralnej części umieszczono herb powiatu.                                                                                   |
| Powiat kwidzyński   |      | Flaga powiatu została ustanowiona uchwałą nr XXIX/198/2000 z 27 grudnia 2000. Jest to prostokątny płat tkaniny o proporcjach 3:5 koloru czerwonego, z którego lewej strony, między dwoma złotymi belkami, umieszczono godło z herbu powiatu.                                                                             |
| Powiat lęborski     |      | Flaga powiatu została ustanowiona uchwałą nr XXIV/240/2002 z 15 marca 2002. Jest to prostokątny płat tkaniny o proporcjach 5:8, podzielony na dwa równe poziome pasy: błękitny i żółty. W jego centralnej części umieszczono herb powiatu.                                                                               |
| Powiat malborski    |      | Flaga powiatu została ustanowiona uchwałą nr XVIII/146/2000 z 28 kwietnia 2000. Jest to prostokątny płat tkaniny o proporcjach 5:8, podzielony na trzy pionowe pasy: dwa czerwone i żółty w stosunku 1:3:1. W jego centralnej części umieszczono herb powiatu.                                                           |
| Powiat nowodworski  |      | Flaga powiatu została ustanowiona uchwałą nr XXX/150/2001 z 13 czerwca 2001. Jest to prostokątny płat tkaniny o proporcjach 5:8, podzielony na dwa równe pionowe pasy: biały i zielony. Z lewej strony płata umieszczono herb powiatu.                                                                                   |
| Powiat pucki        |      | Flaga powiatu została ustanowiona uchwałą nr XIX/100/2000 z 28 kwietnia 2000. Jest to prostokątny płat tkaniny o proporcjach 5:8 koloru niebieskiego, po którego obu stronach umieszczono czarno–żółte pasy. W jego centralnej części umieszczono godło z herbu powiatu.                                                 |
| Powiat słupski      |      | Flaga powiatu została ustanowiona uchwałą nr XXI/135/2001 z 26 lutego 2001. Jest to prostokątny płat tkaniny o proporcjach 5:8, podzielony na trzy pionowe pasy: dwa czerwone i biały w stosunku 1:3:1. W jego centralnej części umieszczono herb powiatu.                                                               |
| Powiat starogardzki |      | Flaga powiatu została ustanowiona uchwałą nr XXIV/148/2000 z 23 listopada 2000. Jest to prostokątny płat tkaniny o proporcjach 7:12 koloru złotego, w którego centralnej części umieszczono godło z herbu powiatu. |
| Powiat sztumski     |      | Flaga powiatu została ustanowiona uchwałą nr XII/54/2003 z 23 sierpnia 2003. Jest to prostokątny płat tkaniny o proporcjach 5:8, podzielony na trzy równe poziome pasy: dwa czerwone i biały. W jego centralnej części umieszczono godło z herbu powiatu.                                                                |
| Powiat tczewski     |      | Flaga powiatu, autorstwa Stefana Kukowskiego, została ustanowiona uchwałą nr IX/46/99 z 4 listopada 1999, ponownie uchwałą nr XII/69/11 z 30 sierpnia 2011. Jest to prostokątny płat tkaniny o proporcjach 5:8, podzielony na dwie równe pionowe części: niebieską i białą. Umieszczono na nich symbole z herbu powiatu. |
| Powiat wejherowski  |      | Flaga powiatu została ustanowiona uchwałą nr XVI/176/2000 z 25 sierpnia 2000. Jest to prostokątny płat tkaniny o proporcjach 5:8, podzielony na dwa równe pionowe pasy: czarny i złoty. Z lewej strony płata umieszczono herb powiatu.                                                                                   |